# Ummeliata sibirica
Ummeliata sibirica är en spindelart som först beskrevs av Kirill Yeskov 1980.  Ummeliata sibirica ingår i släktet Ummeliata och familjen täckvävarspindlar. Inga underarter finns listade i Catalogue of Life.